# Andreas (skulptör)

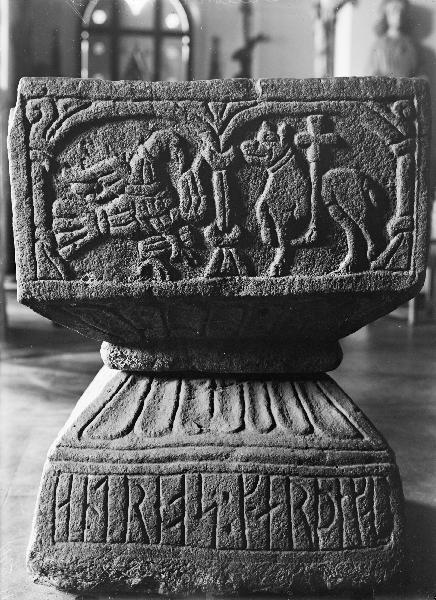
Dopfunten i Gällstads kyrka, signerad av Andreas.

Andreas var en svensk stenhuggarmästare, verksam under slutet av 1100-talet i Sjuhäradsbygden i Västergötland.

## Verk
Andreas är känd till namnet genom att han signerat två av sina dopfuntar: de som ursprungligen tillhört Gällstad och Finnekumla kyrkor, idag på Statens historiska museum. Signeringen är i runskrift. På funten i Gällstad står: ANDREAS KARTHI KAR (Andreas gjorde funten). 
Man har med utgångspunkt från de båda signerade funtarna identifierat flera andra dopkärl som utformats i samma stil. De sirade, fyrsidiga eller runda dopkärlen är täckta av nordisk flätornamentik i romansk stil och räknas till den västsvenska stenskulpturens främsta alster. Den faller inom den västgötskt-engelska traditionen, men uppvisar även gotländska drag.

### Förteckning
Dopfuntar från mäster Andreas och hans skola.

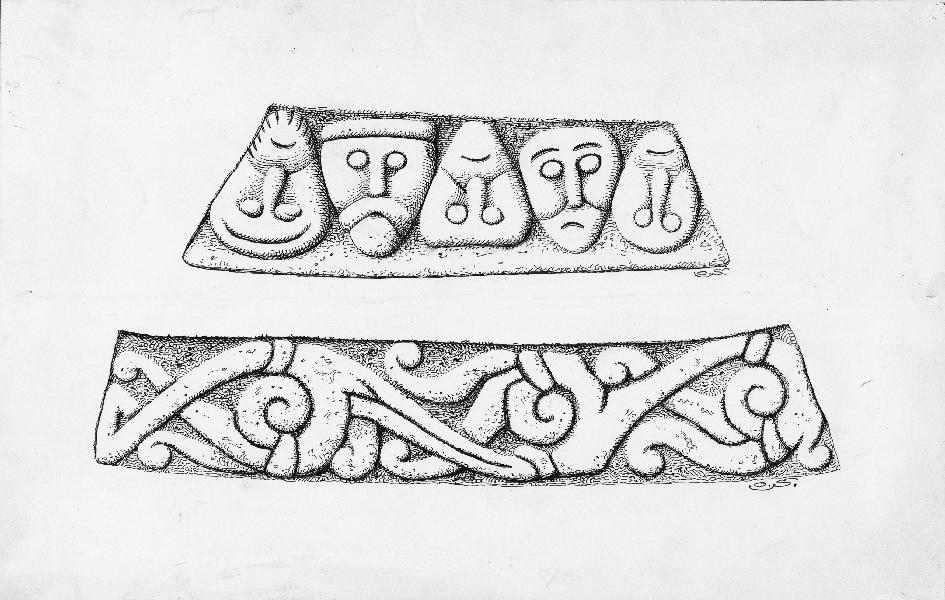
Gällstadsfunten, friser

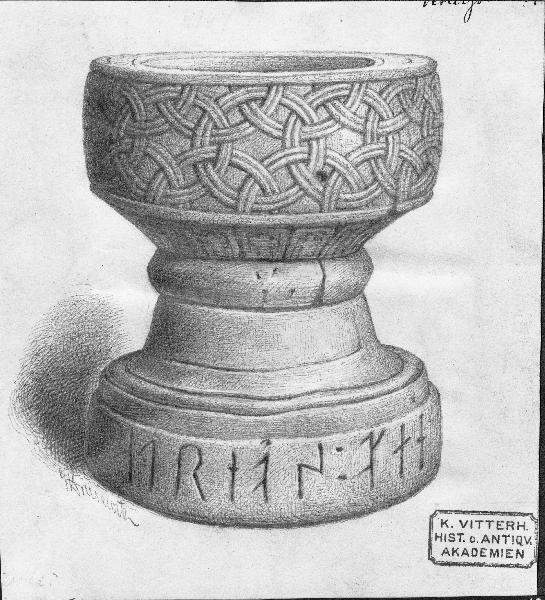
Finnekumlafunten med signerad fot

#### Figurfuntar (Gällstadgruppen)
Dessa har figurer och scener med påtagliga likheter och ibland är de identiska. 
- Gällstads kyrka
- Grovare kyrka
- Hillareds kyrka
- Sexdrega kyrka
- Tärby kyrka

#### Dopfuntar med endast ornamentik (Finnekumlagruppen)
Dessa har antingen ringkedjor eller ringkedjeliknande bandkedjor som flätar sig i varandra. De är ur konstnärlig synpunkt mindre väl utformade än de i Gällstadgruppen.
- Alboga kyrka
- Brunns kyrka
- Böne kyrka
- Dannike kyrka
- Finnekumla kyrka
- Fotskäls kyrka
- Marbäcks kyrka
- Rångedala kyrka
- Surteby kyrka